# 模擬市民語
模拟語（Simlish）是一種藝術語言，用於Maxis公司所發行的《模擬系列》遊戲之中。最早出現於《模擬直昇機》（SimCopter），到了《模擬市民》（The Sims）與《模擬市民2》（The Sims 2）發揚光大。在《模擬城市4》（SimCity 4）遊戲中也可聽到模擬市民語。模擬市民語的設計者威爾·萊特（Will Wright）最初是想在遊戲中加入對話時的音效，然而考慮到若使用真實的自然語言，聽久了會覺得重複乏味，故而設計了模擬市民語。

## 書寫系統
在《模擬市民》中，通常不會有文字出現，通常會利用圖畫來表達意思。例如在《模擬市民：寵物世代》中，以腳印去代表寵物店；在《模擬市民：非常男女》中，以手掌去代表停車，在《模擬市民2》中，又用豐饒角去代表雜貨店。而在模擬市民中，它們的報紙上則以Comic Sans MS寫上"The SimCity Times"字樣。
在《模擬市民2》中，它的文字只可以在很近的角度清楚地看到。在圖書封面和報紙上，那些文字均是一些和拉丁文字相似，但不存在的字母，而且亦幾乎沒有使用過一些已知的字母。當模擬市民在寫日記或做功課時，他們則會寫出一些類似Wingdings的文字。模擬文字也時常在遊戲中的電視上出現。它們也是使用上面提及的文字寫成，或者會使用Wingdings去製作出另一些符號。大部分於遊戲中看見的英文是Maxis或藝電（Electronic Arts）。在遊戲內的電腦或電視遊戲《極風滑雪板3》、《模擬市民：純屬意外》和《模擬市民3》中，都會有英文字出現。他們玩電腦遊戲時，開場畫面會用英文寫出"EA Games"，但"Challenge Everything"則是使用了模擬文書寫。模擬市民睡覺時發出的鼻鼾聲則像一般漫畫般，以"Z"去代表。
但是，在《模擬市民Online》中，所有文字均用英文去表示。
在一幅官方《模擬市民3》簡介中，一塊在影片介紹內出現的文字則寫上了英文"Coming Soon"，但是字母的角度卻改變了，其他出現的文字則仍然使用模擬文。

## 音樂
含有模擬市民語的歌曲可以在購買音響裝置後，然後開啟它來收聽。由《模擬市民：美麗人生》開始，更可以於裝有擴音器的市區用地中聽到有模擬市民語的歌曲。
在《模擬市民：歡樂派對》和《模擬市民：歡樂假期》中，當模擬市民圍在營火時，他們會唱出模擬市民語歌曲 "She'll Be Coming 'Round the Mountain"，"Michael Row the Boat Ashore"或"On Top of Old Smoky"。模擬市民的官方網頁亦提供以上歌曲下載收聽。

## 外部連結
- Spot On: Simlish stylist Robi Kauker （页面存档备份，存于）. 《模擬市民2：夢幻大學城》中的模擬語音樂
- Some songs in Simlish. 《模擬市民2》官方網站.
- Official Simlish Lessons. 《模擬市民》官方網站.